# Oplodontha picta
Oplodontha picta är en tvåvingeart som först beskrevs av Lindner 1935.  Oplodontha picta ingår i släktet Oplodontha och familjen vapenflugor. Inga underarter finns listade i Catalogue of Life.